# David Matthews
David Matthews (Londres, 9 de març de 1943) és un compositor anglès principalment d'orquestra, cambra, música vocal i piano.

## Biografia
Nascut a Londres en una família amant de la música però sense educació formal, el desig de compondre de Matthews no es va manifestar fins als setze, i durant un temps ell i el seu germà menor, Colin Matthews, també compositor, es van fer de professors un a l'altre. El fervor de Gustav Mahler a principis dels anys seixanta, quan les obres del compositor austríac van començar a ingressar al repertori britànic regular, va donar a cadascun d'ells un enorme impuls creatiu, i fins i tot van col·laborar com a arranjadors en l'orquestració de les primeres set cançons de Mahler, per exemple, i com a editors en la versió publicada de la "versió" de Deryck Cooke del projecte de la Desena Simfonia de Mahler. Com a compositors van seguir el seu camí d'una manera completament diferent.
David Matthews va ser lector d'Humanitats a la Universitat de Nottingham, però com que encara se sentia molt autodidacta, va estudiar composició musical amb Anthony Milner. També va rebre el consell i l'estímul del compositor Nicholas Maw. Va treballar llavors conjuntament durant tres anys amb Benjamin Britten i el Festival d'Aldeburgh. No és fins als 25 anys que ell produeix una obra que el satisfà prou com per designar-li l'opus núm. 1. Llavors es dedica a l'ensenyament sobretot per finançar la seva carrera professional. El compositor treballa en moltes obres editorials i d'orquestració de la música cinematogràfica. També escriu alguns articles i comentaris per a diverses revistes de música, entre les quals destaca el seu llibre de 1980 sobre Michael Tippett, un compositor al qual admirava molt.

## Característiques
Tippett és, sens dubte, una de les influències més fortes de la música de Matthews, que podria qualificar-se de la possible destil·lació i desenvolupament de certes qualitats que distingeixen la generació de grans compositors anglesos com Tippett, Britten i Maw, especialment la seva escriptura melòdica extàtica i l'harmonia tonal engrandida. Però sota aquesta superfície enganyosament "anglesa" i que apareix cada vegada més en primer pla en composicions recents, s'hi troba un interès en l'estructura a gran escala que el connecta més aviat a la tradició d'Europa Central, a través de Mahler i finalment Beethoven. Des de la dècada de 1990, s'ha tornat cada vegada més interessat pel tango com una forma de ball capaç de portar estructures complexes i en algunes de les seves simfonies i quartets de corda, el tango pren el lloc tradicionalment reservat per l'scherzo.

## Composicions
Encara que va escriure una certa quantitat de música vocal, incloent-hi un cicle de melodies, The Golden Kingdom sobre poemes de Kathleen Raine i Cantiga, dramàtica cantata sobre la tràgica història d'Agnès de Castro, sobre un text del novel·lista Maggie Hemingway (parella de Matthews durant els últims deu anys de la seva vida), la producció de Matthews en general està enfocada a formes clàssiques instrumentals i orquestrals. La seva sèrie de tretze quartets de corda és una de les més destacables. Ha compost fins ara vuit simfonies. Totes les seves obres, com ara September Music, Serenade, dos concerts per a violí, violoncel, concerts per a piano i oboè, els poemes simfònics In the Dark Time, The Music of Dawn, A Vision and a Journey i la monumental orquestral Chaconne (inspirada en un poema de Geoffrey Hill), demostra que pot crear per a orquestres grans i petites amb destresa.

## Llibres
- Michael Tippett, An Introductory Study, Faber & Faber, 1980.
- Landscape into Sound (the 1st Peter Fuller Memorial Lecture), Claridge Press, 1992
- Britten, Haus Publishing, 2003
- David Matthews: Essays, Tributes and Criticism, Plumbago Books and Arts, 2014